# Monkey Business (película de 1931)
Monkey Business (título traducido como Pistoleros de agua dulce en España, Los rompecabezas en México y Polizones y polizontes en Uruguay) es un largometraje de los Hermanos Marx, estrenado en Estados Unidos en 1931, producido por los estudios Paramount y dirigido por Norman Mcleod. El guion fue escrito por S. J. Perelman y Will B. Johnston, y contó en su reparto con los actores Thelma Todd, Rockliffe Fellowes, Harry Woods, Ruth Hall y Tom Kennedy.

## Argumento
Son polizones en un barco, escondidos en unos barriles de arenques, comenzando así sus aventuras. En su huida, Zeppo trata de conquistar a una muchacha, hija de un mafioso; mientras Groucho se convierte en guardaespaldas de otro truhan, tras seducir a la mujer de éste. Harpo huye gran parte de la película de un oficial alcohólico. Chico y Harpo se convierten en guardaespaldas del otro mafioso, pero en algún momento se confunden (mientras Groucho confunde al mafioso y al espectador o público) y terminan todos sirviendo indistintamente al padre de la enamorada de Zeppo. 